# Djerba Midoun

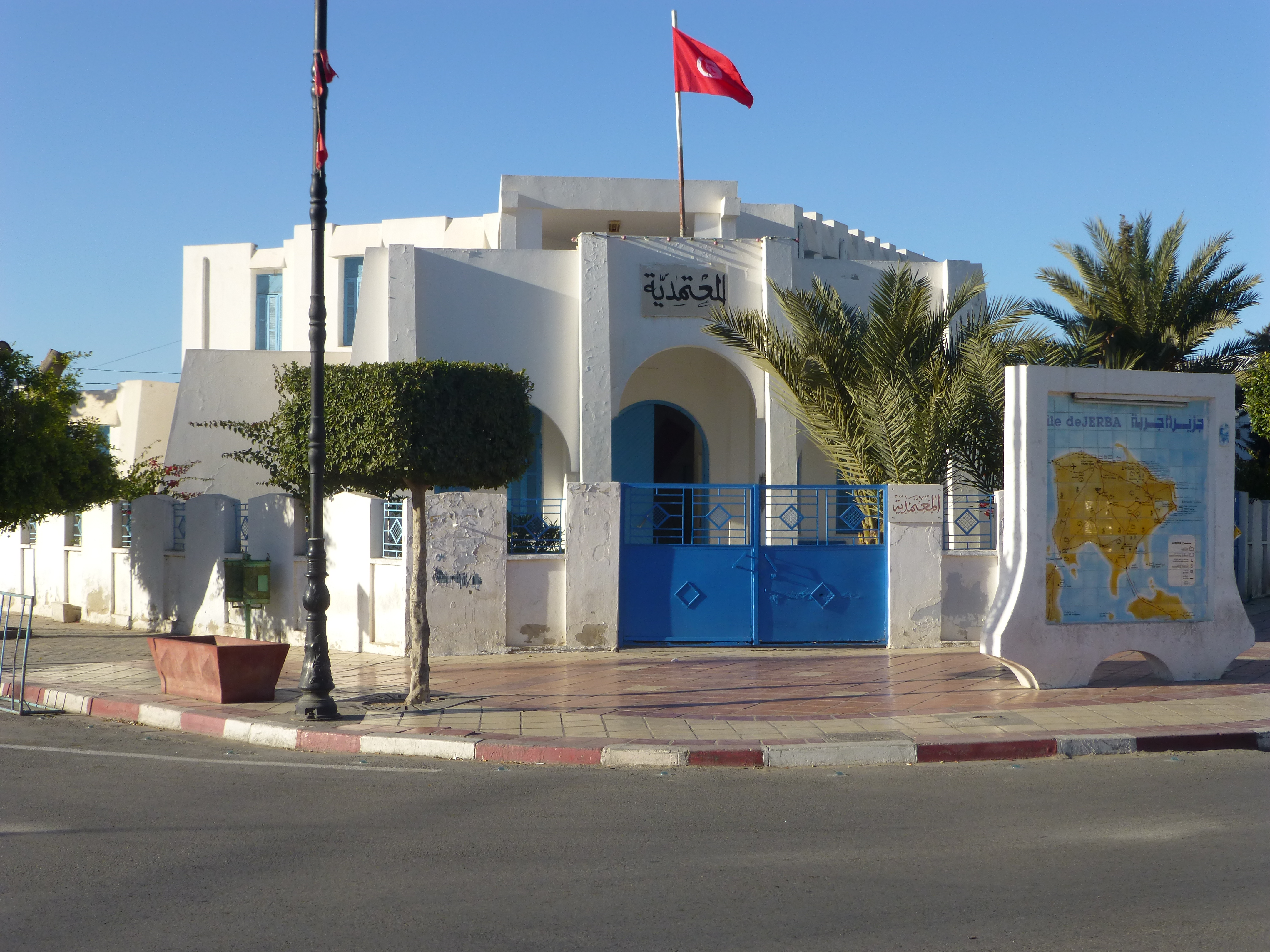

La delegació de Djerba Midoun (àrab: مُعْتَمَدِيَّة جِرْبَة مِيدُون, muʿtamadiyyat Jarba Mīdūn) és una delegació de Tunísia formada per la part oriental de l'illa de Gerba. Pertany a la governació de Médenine. Té una població (cens del 2004) de 47.700 habitants. La capital és la ciutat de Midoun. Inclou tota la zona turística de l'illa, amb uns 42 hotels d'alt nivell i molts d'altres de menor categoria.

## Administració
La delegació o mutamadiyya, amb codi geogràfic 52 57 (ISO 3166-2:TN-12), està dividida en set sectors o imades:
- Midoun (52 57 51)
- Arkou (52 57 52)
- El Mahboubine (52 57 53)
- Beni Mâaguel (52 57 54)
- Sedouikèch (52 57 55)
- El May (52 57 56)
- Robbana (52 57 57)

Al mateix temps, forma una municipalitat o baladiyya, amb codi geogràfic 52 16, dividida en quatre circumscripcions o dàïres:
- Midoun (52 16 11)
- El May (52 16 12)
- Sedouikèch (52 16 13)
- Beni Mâaguel (52 16 14)